# B in the Mix: The Remixes Vol. 2
B in the Mix: The Remixes Vol. 2 é o segundo álbum de remixes da cantora e compositora estadunidense Britney Spears, lançado em 11 de outubro de 2011 pela gravadora RCA Records. Em 9 de setembro de 2011, Spears anunciou o lançamento, colocando a arte da capa e tracklist de seu Tumblr. O álbum inclui remixes de diferentes faixas de seus três últimos álbuns de estúdio, Blackout (2007), Circus (2008) e Femme Fatale (2011), bem como um remix de "3".
B in the Mix: The Remixes Vol. 2 recebeu, em geral, críticas favoráveis de críticos musicais. Alguns críticos consideraram o álbum mais criativo quando comparado aos álbuns de estúdio Blackout e Circus, e elogiaram vários remixes, apesar de notarem que a maioria das canções perderam sua "mágica" na forma remixada. B in the Mix: The Remixes Vol. 2 alcançou sucesso moderado em todo o mundo, alcançando o top 10 na Argentina e na Coreia do Sul, e chegou ao quarto lugar na parada estadunidense Dance/Electronic Albums, a posição  de número nove na parada britânica UK Dance Albums, e também atingindo a posição de número 47 na Billboard 200 dos EUA.  O álbum vendeu cerca de 500 mil cópias em todo o mundo, somente nos Estados Unidos, atingiu a marca de 214 mil discos vendidos.

## Antecedentes
Em novembro de 2005, Spears lançou seu primeiro álbum de remix, B in the Mix: The Remixes. Durante os próximos seis anos, ela lançou três álbuns de estúdio: Blackout (2007), Circus (2008) e Femme Fatale (2011). A loja on-line Fragantica.com informou que a nova fragrância de Spears Cosmic Radiance poderia "ser esperado com o lançamento do novo álbum de remix" em agosto de 2011. Em 2 de setembro de 2011, a Sony Japão postou a capa de um álbum de remixes por Spears intitulado B in the Mix, The Remixes 2, juntamente com o anúncio de que seria caracterizado por faixas inéditas. 
A arte da capa para o álbum apresenta Spears sorrindo com o cabelo em seu rosto atrás de uma borboleta, enquanto usa uma roupa de seda. Amy Sciarretto de PopCrush disse que, embora a cobertura se assemelhava ao B in the Mix: The Remixes, é um "tiro um pouco desagradável da estrela geralmente linda". Em 9 de setembro de 2011, Spears postou a capa oficial e o tracklist para B in the Mix: The Remixes Vol. 2 em seu Tumblr. A lista de músicas inclui remixes de três faixas de cada um dos seus últimos três álbuns de estúdio, assim como um remix de "3" de The Singles Collection (2009).

## Lista de faixas
| B in the Mix: The Remixes Vol. 2 – Edição padrão |                                                | |                                                                             |         |  |
| N.º                                              | Título                                         | Compositor(es)                                                                                       | Produtor(es)                                                                | Duração |  |
| 1.                                               | "Criminal" (Radio Mix)                         | Shellback Max Martin Tiffany Amber                                                                   | Martin Shellback                                                            | 3:45    |  |
| 2.                                               | "Gimme More" (Kaskade Club Mix)                | Nathaniel Hills James Washington Keri Hilson Marcella Araica                                         | Danja Jim Beanz [a] Hilson [a] Kaskade [b]                                  | 6:08    |  |
| 3.                                               | "Piece of Me" (Tiësto Club Mix)                | Christian Karlsson Pontus Winnberg Klas Åhlund                                                       | Bloodshy & Avant Tiësto [b]                                                 | 7:53    |  |
| 4.                                               | "Radar" (Tonal Club Mix)                       | Karlsson Winnberg Henrik Jonback Balewa Muhammad Candice Nelson Ezekiel Lewis Patrick "J. Que" Smith | Bloodshy & Avant The Clutch [c] Alexander Lasarenko [b] Matt Pendergast [b] | 4:55    |  |
| 5.                                               | "Womanizer" (Benny Benassi Extended)           | Nikesha Briscoe Rafael Akinyemi                                                                      | K. Briscoe/The Outsyders Benny Benassi [b]                                  | 6:17    |  |
| 6.                                               | "Circus" (Linus Loves Remix)                   | Lukasz Gottwald Claude Kelly Benjamin Levin                                                          | Dr. Luke Benny Blanco John Clark [b] Linus Loves [b]                        | 4:39    |  |
| 7.                                               | "If U Seek Amy" (U-Tern Remix)                 | Martin Shellback Savan Kotecha Alexander Kronlund                                                    | Martin U-Tern [b]                                                           | 6:10    |  |
| 8.                                               | "3" (Manhattan Clique Club Remix)              | Martin Shellback Amber                                                                               | Martin Shellback Philip Larsen [b] Chris Smith [b]                          | 5:42    |  |
| 9.                                               | "Till the World Ends" (Alex Suarez Club Remix) | Martin Gottwald Kronlund Kesha Sebert                                                                | Dr. Luke Martin Billboard Alex Suarez [b]                                   | 5:18    |  |
| 10.                                              | "I Wanna Go" (Gareth Emery Remix)              | Shellback Martin Kotecha                                                                             | Martin Shellback Gareth Emery [b]                                           | 5:26    |  |
| Duração total:                                   | Duração total:                                 | Duração total:                                                                                       | Duração total:                                                              | 56:11   |  |

| B in the Mix: The Remixes Vol. 2 – Edição japonesa |                                                   |                                                          |                                                                 |         |  |
| N.º                                                | Título                                            | Compositor(es)                                           | Produtor(es)                                                    | Duração |  |
| 1.                                                 | "Gimme More" (Kaskade Club Mix)                   | Hills Washington Hilson Araica                           | Danja Beanz [a] Hilson [a] Kaskade [b]                          | 6:08    |  |
| 2.                                                 | "Piece of Me" (Tiësto Club Mix)                   | Karlsson Winnberg Åhlund                                 | Bloodshy & Avant Tiësto [b]                                     | 7:53    |  |
| 3.                                                 | "Radar" (Tonal Club Mix)                          | Karlsson Winnberg Jonback Muhammad Nelson Lewis P. Smith | Bloodshy & Avant The Clutch [c] Lasarenko [b] Pendergast [b]    | 4:55    |  |
| 4.                                                 | "Womanizer" (Benny Benassi Extended)              | Briscoe Akinyemi                                         | K. Briscoe/The Outsyders Benassi [b]                            | 6:17    |  |
| 5.                                                 | "Circus" (Linus Loves Remix)                      | Gottwald Kelly Levin                                     | Dr. Luke Blanco Clark [b] Loves [b]                             | 4:39    |  |
| 6.                                                 | "If U Seek Amy" (U-Tern Remix)                    | Martin Shellback Kotecha Kronlund                        | Martin U-Tern [b]                                               | 6:10    |  |
| 7.                                                 | "3" (Manhattan Clique Club Remix)                 | Martin Shellback Amber                                   | Martin Shellback Larsen [b] C. Smith [b]                        | 5:42    |  |
| 8.                                                 | "Till the World Ends" (Alex Suarez Club Remix)    | Martin Gottwald Kronlund Sebert                          | Dr. Luke Martin Billboard Suarez [b]                            | 5:18    |  |
| 9.                                                 | "I Wanna Go" (Gareth Emery Remix)                 | Shellback Martin Kotecha                                 | Martin Shellback Emery [b]                                      | 5:26    |  |
| 10.                                                | "Criminal" (Varsity Team Extended Remix)          | Shellback Martin Amber                                   | Martin Shellback Tommy Diz [b] Adriano Clemente [b]             | 6:34    |  |
| 11.                                                | "Break the Ice" (Tonal Remix)                     | Hills Washington Hilson Araica                           | Danja Beanz [a] Lasarenko [b]                                   | 4:52    |  |
| 12.                                                | "Hold It Against Me" (Funk Generation Club Remix) | Martin Gottwald Mathieu Jomphe Bonnie McKee              | Dr. Luke Martin Billboard [c] Mike Rizzo [b]                    | 6:48    |  |
| 13.                                                | "My Prerogative" (X-Press 2 Radio Edit)           | Bobby Brown Gene Griffin Edward Teddy Riley              | Bloodshy & Avant X-Press 2 [b]                                  | 4:17    |  |
| 14.                                                | "Criminal" (Tom Piper & Riddler Remix Radio Edit) | Shellback Martin Amber                                   | Martin Shellback Rich "DJ Riddler" Pangilinan [b] Tom Piper [b] | 3:38    |  |
| Duração total:                                     | Duração total:                                    | Duração total:                                           | Duração total:                                                  | 78:52   |  |

Notas
- a  - denota um produtor vocal
- b  - denota um remixador e produtor adicional
- c  - denota um co-produtor

## Histórico de lançamento
| País     | Data                   | Gravadora    |
| -------- | ---------------------- | ------------ |
| Alemanha | 23 de setembro de 2011 | Jive Records |
| Japão    | 27 de setembro de 2011 | Sony Japão   |
| Mundo    | 11 de outubro de 2011  | Jive Records |